# Häxprocessen i Nordingrå
Trolldomsrannsakningen i Nordingrå i maj 1675 var den största svenska häxprocessen någonsin, sett till antalet anklagade. Däremot avrättades ingen. Protokollet från häxprocessen i Nordingrå är ett av de mest omfattande dokumenten som finns bevarade från det stora oväsendet 1668–1676.
Processerna i Nordingrå inleddes 4 maj 1675 i en extremt uppjagad stämning eftersom 71 personer redan dömts till döden i grannsocknen Torsåker. Under dryga två veckor rannsakades 113 personer misstänkta för trolldom. Det motsvarar ungefär en tiondel av Nordingrås befolkning.
De som ställdes inför rätta sades ha varit i Blåkulla, där de ätit, druckit och dansat med Djävulen. De hade också kidnappat med sig barn till Blåkulla. Ungefär 200 barn och ungdomar vittnade mot de anklagade. Barn och ungdomar som vägrade vittna kunde slängas i fängelse eller själva bli anklagade i processen.
Den kungliga trolldomskommissionen skulle därefter ha kommit till Nordingrå för att bestämma vilka straff de rannsakade skulle få. Men trolldomskommissionen hann aldrig komma till Nordingrå innan den upplöstes. Därför avkunnades aldrig några domar mot de anklagade.